# Предшественник бета-амилоида
Предшественник бета-амилоида (англ. Amyloid precursor protein, APP) — трансмембранный белок,  экспрессируемый во многих тканях и концентрирующийся в синапсах нейронов. Его основная функция неизвестна, хотя он был вовлечен в качестве регулятора образования синапсов, нейропластичности, антимикробной активности и транспорта железа. Наиболее известный тем, что его фрагмент, бета-амилоид, является основным составляющим амилоидных бляшек при болезни Альцгеймера.
В образовании бета-амилоидных пептидов участвуют бета-секретаза и гамма-секретаза.
По некоторым данным, APP взаимодействует с рилином, белком, регулирующим позиционирование нейронов и рост дендритов и являющимся геном-кандидатом для болезни Альцгеймера.

## Генетика
Белок-предшественник бета-амилоида (APP) — древний и консервативный белок. У человека он находится на 21-й хромосоме, длина гена — 290 килобаз, содержит 18 экзонов. Описано несколько изоформ альтернативного сплайсинга, длина которых варьирует от 639 до 770 аминокислот. Ряд изоформ экспрессируется преимущественно в нейронах, причём была показана связь изменения их соотношения с развитием болезни Альцгеймера. Гомологичные белки выявлены в других организмах, в том числе у модельных объектов — мух Drosophila melanogaster и круглых червей Caenorhabditis elegans, а также у всех млекопитающих. Бета-амиолоидный участок белка находится в составе трансмембранного домена, он менее консервативен, различаясь у разных видов, и не имеет явной связи с исходной биологической функцией целого белка APP.
Мутации в критических участках APP, в том числе в участке, образующем бета-амилоид, являются причиной наследственной подверженности болезни Альцгеймера. В частности несколько мутаций за пределами участка Aβ, как было обнаружено, резко увеличивают образование бета-амилоида.
Мутация A673T в гене APP, напротив, защищает от болезни Альцгеймера. Она представляет собой замену вблизи сайта разрезания APP бета-секретазой и приводит к 40%-му снижению форирования бета-амилоида in vitro.

## Метаболизм

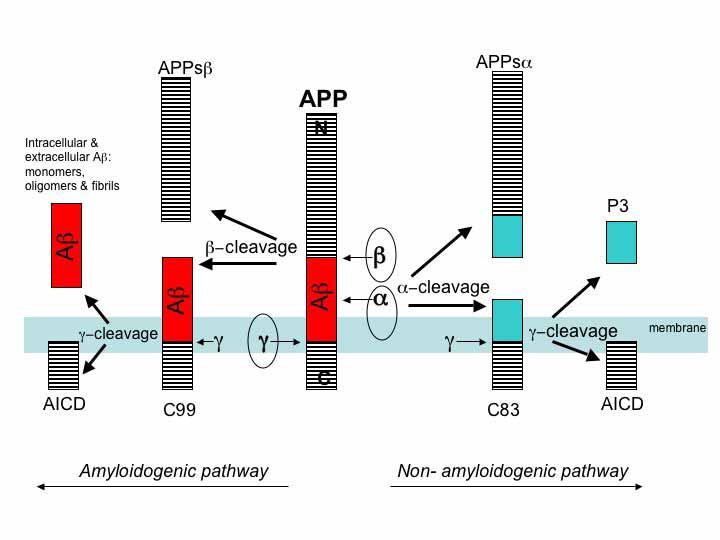
Протеолиз APP: амилоидогенный, с участием бета-секретазы, и не-амилоидогенный.